# Johann Wilhelm Preyer
Pour les articles homonymes, voir Preyer.
 (juin 2025).
Johann Wilhelm Preyer (né le 19 juillet 1803 à Rheydt, mort le 20 février 1889 à Düsseldorf) est un peintre prussien.

## Biographie

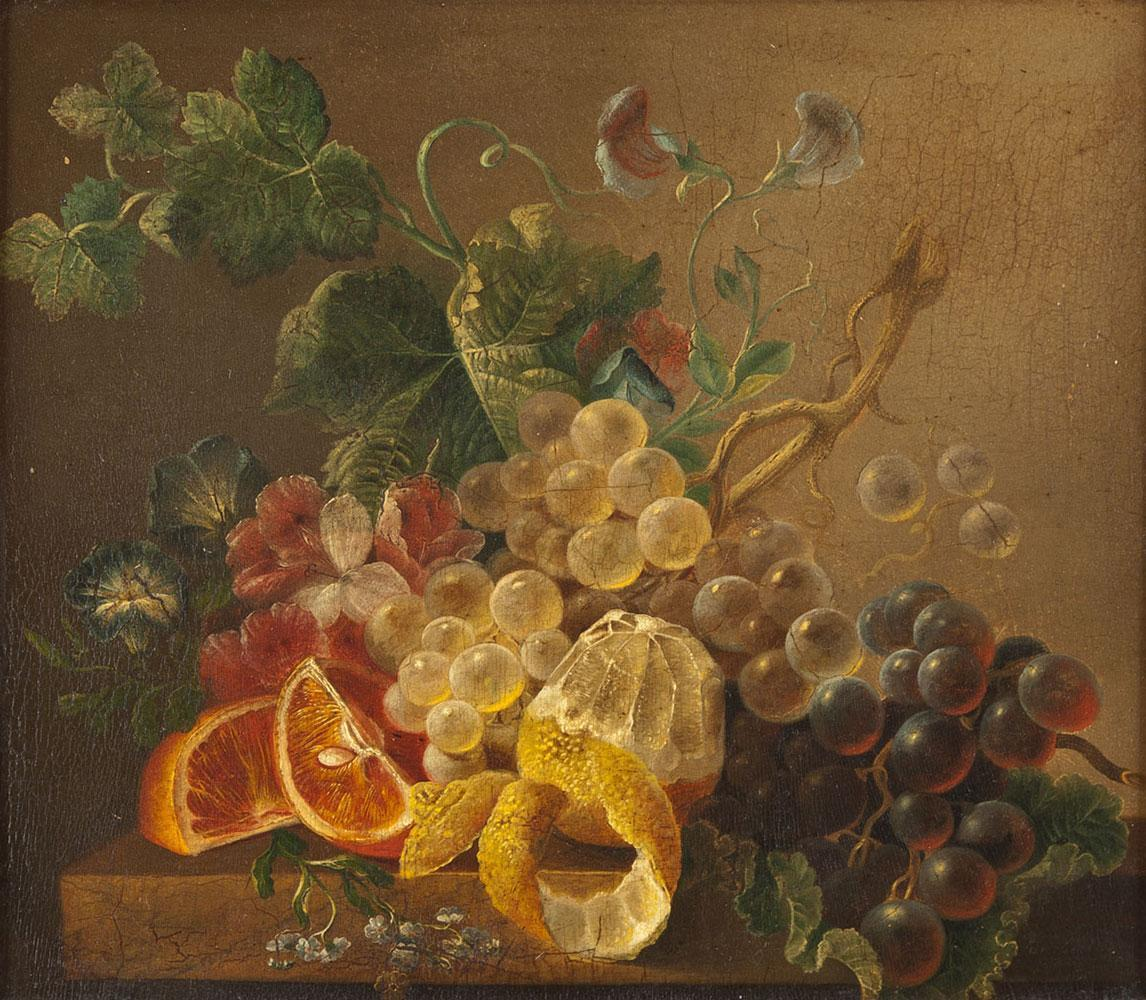
Nature morte de raisins, oranges et citrons

### Famille
La famille Preyer, composé de Gustav (de), Johann Wilhelm et Louise (de), vit de 1810 au milieu des années 1830 dans la vieille ville d'Eschweiler, leur atelier est au 33 Gartenstraße. La fille de Johann Wilhelm, Emilie, peindra aussi des natures mortes et son fils, Paul, des scènes de genre et des portraits.

### Formation
Johann Wilhelm Preyer fait sa formation artistique à Düsseldorf en 1822. De longs voyages le conduisent en 1835 aux Pays-Bas, en 1837 à Munich, en 1840 à Venise, Milan et en Suisse puis en 1843 au Tyrol. 
Il n'a peint que des natures mortes avec un traitement minutieux et détaillé, réplique miniature des fruits et des fleurs cultivés. La plupart de ses tableaux, qui sont associés à l'école de peinture de Düsseldorf, se trouvent aux États-Unis, plusieurs à la Nationalgalerie et dans la collection Ravené (de) à Berlin. 